# Erichsonella nordenskjoeldi
Erichsonella nordenskjoeldi is een pissebed uit de familie Idoteidae. De wetenschappelijke naam van de soort is voor het eerst geldig gepubliceerd in 1901 door Ohlin.